# Naan
A naan kenyér egy puha, lapos kenyér, amely Közép-Ázsiában, Dél-Ázsiában és a Közel-Keleten népszerű. Az ételek kísérője, különösen Indiában, Pakisztánban, Iránban és Afganisztánban. A naan különféle formákban és ízekben készülhet, és történelme több évszázadra nyúlik vissza. Ez a kenyér az indiai szubkontinens egyik legismertebb kulináris szimbóluma, és az indiai konyha nélkülözhetetlen része.

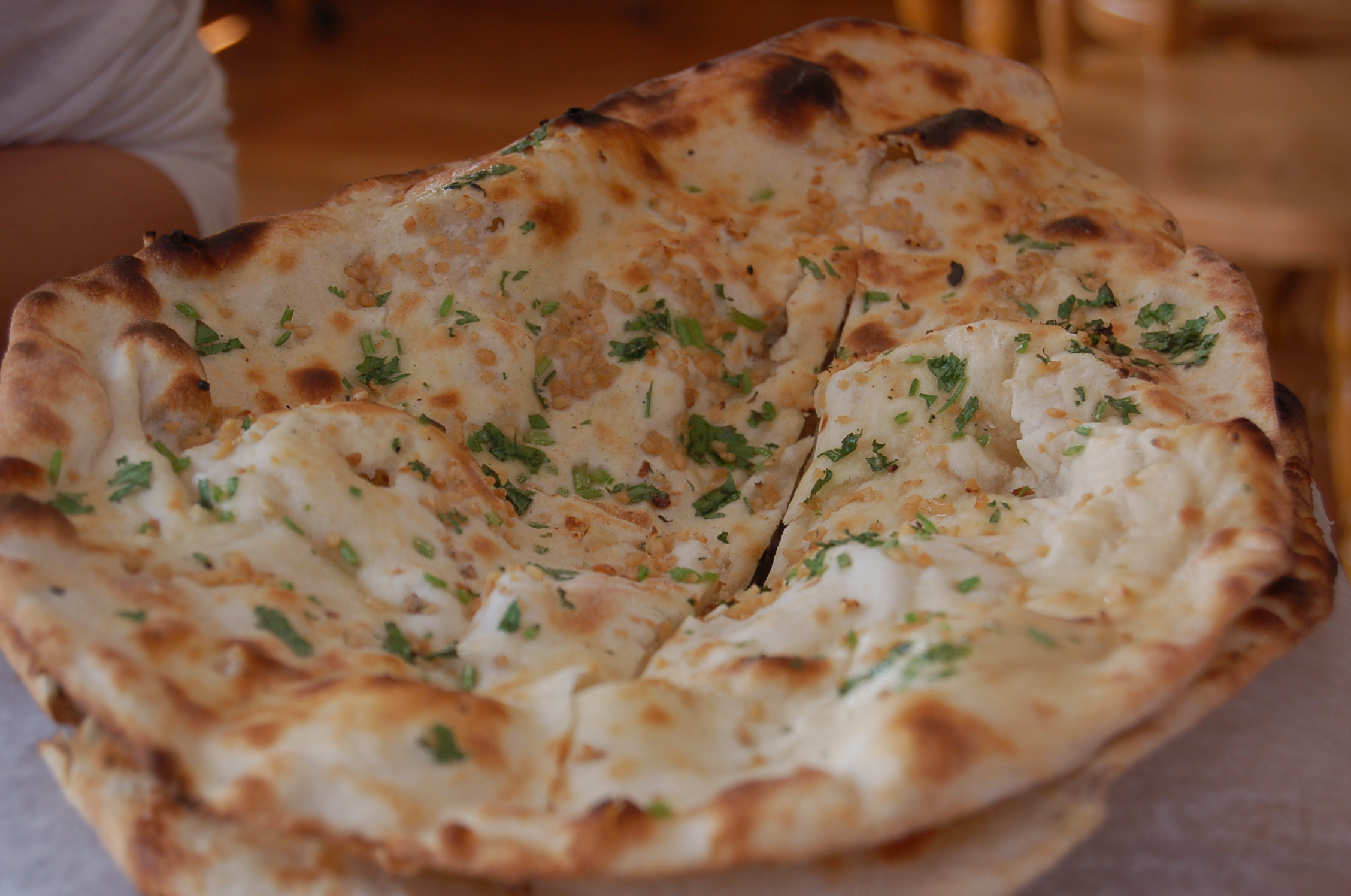

## Eredet és történet
A naan kenyér története mélyen gyökerezik a régió gasztronómiai és kulturális hagyományaiban. Az első írásos emlékek a Mogul Birodalom idejéből származnak, amely a 16. században uralkodott Dél-Ázsiában. A naan elnevezése a perzsa "nān" szóból származik, amely egyszerűen "kenyeret" jelent. Ez a szó számos nyelvben elterjedt a Közel-Kelettől Közép-Ázsiáig.
A tandoor sütő, amelyben a naan hagyományosan készül, szintén hosszú múltra tekint vissza. Ez a speciális agyagsütő az ókori Perzsiából származik, és az indiai szubkontinensre a mogulokkal érkezett. A tandoor hőmérséklete elérheti az 500 °C-ot is, ami lehetővé teszi a naan gyors sütését, miközben megőrzi a puhaságát és jellegzetes ízét.
A naan kenyér eredetileg a királyi udvarok étele volt, de idővel a mindennapi konyhában is elterjedt. A történelmi feljegyzések szerint a mogul uralkodók gyakran fogyasztottak naant joghurttal és vajjal kiegészítve.

## Elkészítés

### Hozzávalók
A naan kenyér elkészítése egyszerű alapanyagokat igényel, de a végeredmény minősége a megfelelő technikán múlik. Az alábbi összetevők szükségesek:
- Liszt
- Víz
- Joghurttal vagy tejjel
- Élesztő vagy sütőpor
- Só
- Cukor (opcionális)
- Étolaj vagy ghee

### Folyamat
1. Tészta elkészítése: Az összetevőket egy nagy tálban összekeverik, amíg lágy, rugalmas tésztát kapnak. A tészta állagának eléréséhez gyakran kézzel gyúrják.
2. Kelesztés: Az élesztős tésztát letakarva meleg helyen hagyják pihenni, amíg a térfogata megduplázódik, ami körülbelül 1-2 órát vesz igénybe.
3. Formázás: A megkelt tésztát kisebb adagokra osztják, és golyókat formálnak belőle. Ezeket ellapítják, hogy ovális vagy kerek alakú lapos kenyereket kapjanak.
4. Sütés: A tésztát hagyományosan tandoor sütőben készítik, de modern körülmények között serpenyőben vagy sütőben is megsüthető. A sütés során a naan jellegzetes hólyagos mintázatot kap.

## Változatok
A naan kenyér számos változatban létezik, amelyek különböző régiók és ízlésvilágok szerint alakultak ki.

### Fokhagymás naan
Az egyik legnépszerűbb változat, amelyet fokhagymával és gyógynövényekkel ízesítenek. A fokhagyma frissessége tökéletesen kiegészíti a naan gazdag ízét.

### Sajtos naan
Egy másik kedvelt változat, amelybe sajtot töltenek, így gazdagabb ízű és laktatóbb lesz. Különösen népszerű Indiában és az indiai éttermekben világszerte.

### Roghani naan
Ez a változat szezámmaggal és ghee-vel van díszítve, különleges ízt és textúrát adva neki. A "roghani" szó vajjal kapcsolatos.

### Keema naan
Fűszeres darált hússal (például bárány vagy marha) töltött változat, amely egyedülállóan gazdag és ízletes.

### Peshawari naan
Ez a változat édes tölteléket tartalmaz, például kókuszreszeléket, mazsolát és mandulát, amely különösen népszerű Pakisztánban.

### Butter naan
Egyszerű, de népszerű változat, amelyet sütés után bőségesen megkennek vajjal.

## Kulinaris jelentőség
A naan kenyér az indiai és pakisztáni konyha egyik alapvető eleme. Különösen kedvelt curry ételek, kebabok, biryanik és más hagyományos fogások kísérőjeként. Puha, rugalmas textúrája és enyhén édeskés íze miatt világszerte népszerű.
A naan kenyér nemcsak élelmiszer, hanem kulturális szimbólum is. Az indiai családoknál gyakran készítik különleges alkalmakkor, például esküvőkön és fesztiválokon. A modern éttermekben gyakran szolgálják fel különleges változatokban, amelyek az autentikus receptet ötvözik az újító gasztronómiai trendekkel.

## Hasonló kenyerek
A naan kenyérhez hasonló lapos kenyerek számos kultúrában megtalálhatók:
- Chapati: Egy másik népszerű indiai kenyér, amely serpenyőben készül, élesztő nélkül. Könnyebb és vékonyabb, mint a naan.
- Pita: A Közel-Keleten népszerű lapos kenyér, amely hasonló textúrával rendelkezik, de zsebként is használható különféle töltelékekhez.
- Lávás: Örmény lapos kenyér, amely vékonyabb és ropogósabb lehet, de ízvilágában emlékeztet a naanra.
- Focaccia: Az olasz kenyér, amely vastagabb és fűszernövényekkel ízesített, de a naanhoz hasonlóan puha textúrájú.